# Litterio Paladini

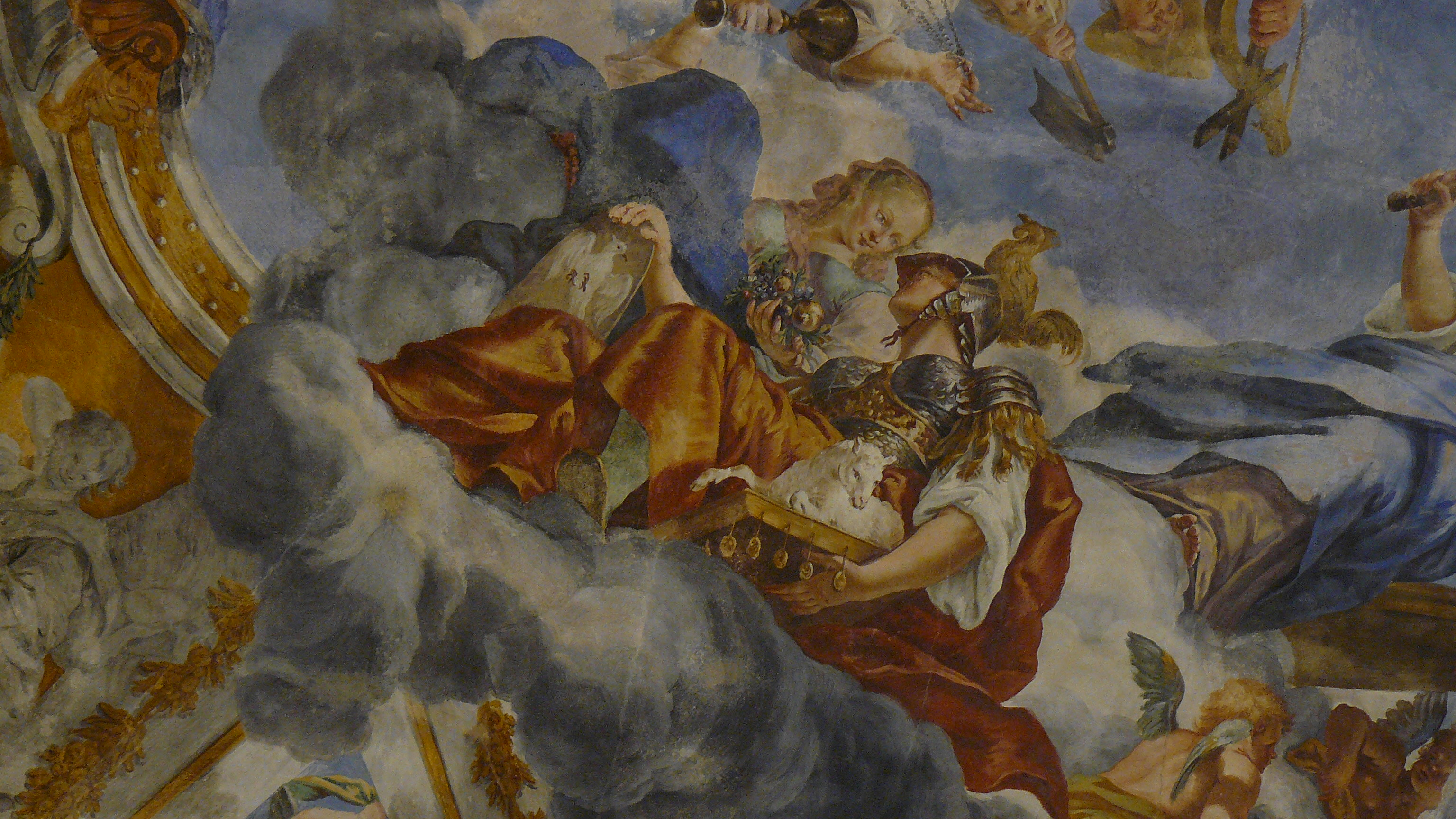
Ausschnitt aus dem Deckenfresko in San Francesco di Paola in San Pier Niceto, 1726

Litterio Paladini oder Paladino (* 1691 in Messina; † 1743 ebenda an der Pest) war ein italienischer Maler und Kupferstecher des Spätbarock auf Sizilien.

## Leben
Seine Ausbildung erhielt Paladini in Rom in der Werkstatt von Sebastiano Conca (1680–1764). Während seines mehrjährigen Aufenthalts in der Stadt setzte er sich auch mit der Malerei Annibale Carraccis auseinander, der als wichtigstes Mitglied der Bologneser Malerschule zwischen 1597 und 1604 im Palazzo Farnese seine berühmten Fresken schuf, die für die Römische Kunst wegweisend waren.
Die starke Kontrastierung seiner Farbwerte verweist eher auf einen Einfluss der Neapolitanischen Malerei, wie sie von Francesco Solimena (1657–1747) vertreten wurde.
Um 1730 war er wieder in Messina, wo er vornehmlich für Kirchen Tafelbilder und Fresken malte. Durch das schwere Erdbeben von 1908 wurden die meisten seiner Fresken zerstört.
Einer seiner Schüler war sein Neffe Giuseppe Paladini.

## Werke
- Das Innere der kleinen Kirche San Biagio in Messina
- Kuppelfresko in der Chiesa del Rosario, 1908 durch Erdbeben zerstört
- Fresken Oratorio della Pace (1732), 1908 zerstört
- Deckenfresco in der Chiesa del Monastero di Montevergine, Messina (1736)[1]
- Tafelbild Mariä Himmelfahrt in San Francesco di Paola
- Tafelbild Kreuzabnahme in San Tommaso Apostolo